# Юдин, Алексей Викторович
Алексе́й Ви́кторович Ю́дин (род. 1963, Москва) — российский религиовед, историк-ватиканист, журналист, радио- и телеведущий, специалист по католичеству. Кандидат исторических наук (2003), доцент Центра изучения религий РГГУ и директор учебно-научного центра социокультурных проектов РГГУ. Один из авторов и ответственный секретарь «Католической энциклопедии» и словаря «Религии народов современной России». Советник генерального директора Всероссийской государственной библиотеки иностранной литературы имени М. И. Рудомино.

## Биография
Родился в 1963 году в Москве.
Окончил филологический факультет Университета дружбы народов имени Патриса Лумумбы.
Проводил научные исследования в Папском восточном институте и Католическом университете Неймегена.
В 2003 году в Российском государственном гуманитарном университете под научным руководством кандидата биологических наук, доктора психологических наук, профессора Н. Л. Мусхелишвили защитил диссертацию на соискание учёной степени кандидата исторических наук по теме «„Католическая идея“ в русской культуре первой трети XX в.: Концепция и практическая деятельность Л. И. Фёдорова» (специальность 24.00.01 — теория и история культуры).
Автор нескольких монографий, а также более 400 статей в «Католической энциклопедии».
Член редакционной коллегии научного журнала «Государство, религия, Церковь в России и за рубежом».
В мае 2019 — марте 2020 года — ведущий программы «Археология. Прошлое» на Радио «Свобода».
Ведущий и автор программ «Историада», «Киноистория», «Обыкновенная история», «Семь дней истории» и «Час истины» на историческом телеканале «365 дней ТВ».

## Научные труды

### Монографии
- Задворный В. Л., Юдин А. В. История Католической церкви в России: краткий очерк. — М.: Колледж католической теологии имени святого Фомы Аквинского, 1995. — 36 с.
- Православие и католичество: от конфронтации к диалогу. хрестоматия / сост. А. В. Юдин; предисл. кардинала Вальтера Каспера. — 2-е изд., испр. и доп. — М.: Библейско-богословский институт святого апостола Андрея, 2005. — 590 с. ISBN 5-89647-105-X
- Красиков А. А., Шабуров Н. В., Лункин Р. Н., Юдин А. В., Ланда Р. Г., Шалобина И. А. Религия и общество: коллективная монография. Т. I. К преодолению стереотипов прошлого. / Отв. ред. А. А. Красиков. — М.: Институт Европы РАН, 2007. — 108 с. (Сер. 198 Доклады Института Европы РАН)

### Католическая энциклопедия
- Лагутина И. Н., Юдин А. В. Баадер Франц // Католическая энциклопедия. — Т. 1: А—З. — М.: Изд-во Францисканцев, 2002. — С. 429—431. — 1906 с. — ISBN 5-89208-037-4
- Анри М., Юдин А. В. Жизнь с Богом // Католическая энциклопедия. — Т. 1: А—З. — М.: Изд-во Францисканцев, 2002. — С. 1858—1861. — 1906 с. — ISBN 5-89208-037-4
- Юдин А. В. Жизнь с Богом (журнал) // Католическая энциклопедия. — Т. 1: А—З. — М.: Изд-во Францисканцев, 2002. — С. 1861. — 1906 с. — ISBN 5-89208-037-4
- Юдин А. В. Извольская Елена Александровна // Католическая энциклопедия. — Т. 2: И—Л. — М.: Изд-во Францисканцев, 2005. — С. 114—116. — 1818 с. — ISBN 5-89208-054-4
- Юдин А. В. Иловайская-Альберти Ирина Алексеевна // Католическая энциклопедия. — Т. 2: И—Л. — М.: Изд-во Францисканцев, 2005. — С. 206—207. — 1818 с. — ISBN 5-89208-054-4
- Юдин А. В. Ильц Антоний // Католическая энциклопедия. — Т. 2: И—Л. — М.: Изд-во Францисканцев, 2005. — С. 2010—211. — 1818 с. — ISBN 5-89208-054-4
- Юдин А. В. Интеркоммунион // Католическая энциклопедия. — Т. 2: И—Л. — М.: Изд-во Францисканцев, 2005. — С. 293—295. — 1818 с. — ISBN 5-89208-054-4
- Юдин А. В. Иосифизм // Католическая энциклопедия. — Т. 2: И—Л. — М.: Изд-во Францисканцев, 2005. — С. 449—451. — 1818 с. — ISBN 5-89208-054-4
- Юдин А. В. Иренизм // Католическая энциклопедия. — Т. 2: И—Л. — М.: Изд-во Францисканцев, 2005. — С. 465—466. — 1818 с. — ISBN 5-89208-054-4
- Юдин А. В. К соединению // Католическая энциклопедия. — Т. 2: И—Л. — М.: Изд-во Францисканцев, 2005. — С. 641. — 1818 с. — ISBN 5-89208-054-4
- Юдин А. В. Казароли Агостино // Католическая энциклопедия. — Т. 2: И—Л. — М.: Изд-во Францисканцев, 2005. — С. 662—664. — 1818 с. — ISBN 5-89208-054-4
- Юдин А. В. Катков Андрей // Католическая энциклопедия. — Т. 2: И—Л. — М.: Изд-во Францисканцев, 2005. — С. 906—907. — 1818 с. — ISBN 5-89208-054-4
- Юдин А. В. Католический временник // Католическая энциклопедия. — Т. 2: И—Л. — М.: Изд-во Францисканцев, 2005. — С. 941. — 1818 с. — ISBN 5-89208-054-4
- Юдин А. В. Католическое обозрение // Католическая энциклопедия. — Т. 2: И—Л. — М.: Изд-во Францисканцев, 2005. — С. 944. — 1818 с. — ISBN 5-89208-054-4
- Юдин А. В. Кашуба Серафим // Католическая энциклопедия. — Т. 2: И—Л. — М.: Изд-во Францисканцев, 2005. — С. 951—952. — 1818 с. — ISBN 5-89208-054-4
- Юдин А. В. Кёнинг Франц // Католическая энциклопедия. — Т. 2: И—Л. — М.: Изд-во Францисканцев, 2005. — С. 669—670. — 1818 с. — ISBN 5-89208-054-4
- Юдин А. В. Керницкий Рафал Владислав // Католическая энциклопедия. — Т. 2: И—Л. — М.: Изд-во Францисканцев, 2005. — С. 982—984. — 1818 с. — ISBN 5-89208-054-4
- Задворный В. Л., Юдин А. В. Киев // Католическая энциклопедия. — Т. 2: И—Л. — М.: Изд-во Францисканцев, 2005. — С. 994—1000. — 1818 с. — ISBN 5-89208-054-4
- Юдин А. В. Климент Мария Хофбауэр, св. // Католическая энциклопедия. — Т. 2: И—Л. — М.: Изд-во Францисканцев, 2005. — С. 1099—1101. — 1818 с. — ISBN 5-89208-054-4
- Юдин А. В. Козловский Пётр Борисович, кн. // Католическая энциклопедия. — Т. 2: И—Л. — М.: Изд-во Францисканцев, 2005. — С. 1144—1145. — 1818 с. — ISBN 5-89208-054-4
- Юдин А. В. Коллегия епископов // Католическая энциклопедия. — Т. 2: И—Л. — М.: Изд-во Францисканцев, 2005. — С. 1157—1159. — 1818 с. — ISBN 5-89208-054-4
- Юдин А. В. Кологривов Иван Николаевич // Католическая энциклопедия. — Т. 2: И—Л. — М.: Изд-во Францисканцев, 2005. — С. 1163—1165. — 1818 с. — ISBN 5-89208-054-4
- Юдин А. В. Колпинский Диодор Валерьянович // Католическая энциклопедия. — Т. 2: И—Л. — М.: Изд-во Францисканцев, 2005. — С. 1176—1177. — 1818 с. — ISBN 5-89208-054-4
- Юдин А. В. Королевский Кирилл // Католическая энциклопедия. — Т. 2: И—Л. — М.: Изд-во Францисканцев, 2005. — С. 1307—1309. — 1818 с. — ISBN 5-89208-054-4
- Юдин А. В. Кувейт, Государство Кувейт // Католическая энциклопедия. — Т. 2: И—Л. — М.: Изд-во Францисканцев, 2005. — С. 1419—1420. — 1818 с. — ISBN 5-89208-054-4
- Юдин А. В. Кузьмин-Караваев, Дмитрий Владимирович // Католическая энциклопедия. — Т. 2: И—Л. — М.: Изд-во Францисканцев, 2005. — С. 1420—1422. — 1818 с. — ISBN 5-89208-054-4
- Юдин А. В. Кулик, Александр // Католическая энциклопедия. — Т. 2: И—Л. — М.: Изд-во Францисканцев, 2005. — С. 1422. — 1818 с. — ISBN 5-89208-054-4
- Юдин А. В. Кутюрье, Поль-Ириней // Католическая энциклопедия. — Т. 2: И—Л. — М.: Изд-во Францисканцев, 2005. — С. 1449—1450. — 1818 с. — ISBN 5-89208-054-4
- Юдин А. В. Лавижери, Шарль Марсиаль Альман // Католическая энциклопедия. — Т. 2: И—Л. — М.: Изд-во Францисканцев, 2005. — С. 1460—1463. — 1818 с. — ISBN 5-89208-054-4
- Юдин А. В. Ладыженский, Алоизий // Католическая энциклопедия. — Т. 2: И—Л. — М.: Изд-во Францисканцев, 2005. — С. 1473—1474. — 1818 с. — ISBN 5-89208-054-4
- Юдин А. В. Лаппо-Данилевская, Наталия Александровна // Католическая энциклопедия. — Т. 2: И—Л. — М.: Изд-во Францисканцев, 2005. — С. 1503—1504. — 1818 с. — ISBN 5-89208-054-4
- Юдин А. В. Легитимизм // Католическая энциклопедия. — Т. 2: И—Л. — М.: Изд-во Францисканцев, 2005. — С. 1595—1596. — 1818 с. — ISBN 5-89208-054-4
- Юдин А. В. Леди, Иосиф (Жозеф) // Католическая энциклопедия. — Т. 2: И—Л. — М.: Изд-во Францисканцев, 2005. — С. 1473—1474. — 1818 с. — ISBN 5-89208-054-4
- Юдин А. В. Ледуховский, Влодзимеж Дионисий // Католическая энциклопедия. — Т. 2: И—Л. — М.: Изд-во Францисканцев, 2005. — С. 1598—1600. — 1818 с. — ISBN 5-89208-054-4
- Юдин А. В. Леонид Фёдоров // Католическая энциклопедия. — Т. 2: И—Л. — М.: Изд-во Францисканцев, 2005. — С. 1620—1623. — 1818 с. — ISBN 5-89208-054-4
- Юдин А. В. Логос (католический журнал) // Католическая энциклопедия. — Т. 2: И—Л. — М.: Изд-во Францисканцев, 2005. — С. 1729—1730. — 1818 с. — ISBN 5-89208-054-4
- Юдин А. В. Лялин Климент // Католическая энциклопедия. — Т. 2: И—Л. — М.: Изд-во Францисканцев, 2005. — С. 1855—1856. — 1818 с. — ISBN 5-89208-054-4
- Лагутина И. Н., Юдин А. В. Меттерних Клеменс Венцель Непомук Лотар фон, князь // Католическая энциклопедия. — Т. 3: М—П. — М.: Изд-во Францисканцев, 2007. — С. 370—372. — 1910 с. — ISBN 978-5-91393-016-3

### Религии народов современной России: Словарь
- Юдин А. В. Католические учебные заведения в России // Религии народов современной России: Словарь / Ред-кол. Мчедлов М. П. (отв. ред.), Аверьянов Ю. И., Басилов В. Н. и др. — 2-е изд., и доп. — М.: Республика, 2002a. — С. 166—168. — 624 с. — 4000 экз. — ISBN 5-250-01818-1.
- Юдин А. В. Католическое духовенство в России // Религии народов современной России: Словарь / Ред-кол. Мчедлов М. П. (отв. ред.), Аверьянов Ю. И., Басилов В. Н. и др. — 2-е изд., и доп. — М.: Республика, 2002b. — С. 168—169. — 624 с. — 4000 экз. — ISBN 5-250-01818-1.

### Статьи
- Юдин А. В. Униональное движение в России и русской эмиграции // Логос. — 1993. — № 48. — С. 106.
- Юдин А. В. Католический ответ на вызов глобализации в Евразии // Религия и глобализация на просторах Евразии. сборник. Московский центр Карнеги; под ред. А. В. Малашенко и С. Б. Филатова. — М.: Неостром, 2005. — С. 126—175.
- Шабуров Н. В., Юдин А. В. Межрелигиозная толерантность: программа курса повышения квалификации // Преподавание истории и обществознания в школе. — 2005. — № 8. — С. 47.
- Шеховцов С. Г., Юдин А. В. Информационное представление познавательного потенциала христианства. Диалоги физика и религиоведа // Через формы к смыслам: о новой университетской образовательной модели. / Учебно-научный центр развития новой университетской образовательной модели; под ред. Ю. Н. Афанасьева. — М.: РГГУ, 2006. — С. 70-95.
- Юдин А. В. Пепел Клааса // Деловые люди. — 2007. — № 4. — С. 84-91.
- Юдин А. В. От «розового креста» к «Протоколам сионских мудрецов» // Деловые люди. — 2007. — № 9. — С. 10-14.
- Юдин А. В. Вячеслав Иванов и Филипп де Режис: католический православный и православный католик // Символ. — 2008. — № 53-54. — С. 734.
- Юдин А. В. Проблемы периодизации историографии истории античности // Культура Египта и стран средиземноморья в древности и средневековье. Сборник статей, посвящённый памяти Т. Н. Савельевой. — М.: Центр египтологических исследований РАН, 2009. — С. 460—495.
- Юдин А. В. Диалектика постсекуляризации // Континент. — 2009. — Т. 1. — № 139. — С. 306—321.
- Юдин А. В. Ещё раз «обращении» Вяч. Иванова // Символ. — 2009. — № 53-54. — С. 631.
- Юдин А. В. Дар и крест. // Памяти Натальи Трауберг: сборник статей и воспоминаний. / Сост. Е. Г. Рабинович и М. Чепайтите. — СПб.: Издательство Ивана Лимбаха, 2010. — С. 29-35.
- Юдин А. В. Ещё раз о вопросах периодизации истории антиковедения: по поводу рецензии С. Б. Криха // Диалог со временем. — 2011. — № 34. — С. 378—387.
- Юдин А. В., Смирнов М. Иоанн Павел II в лучах небесной славы // Наука и религия. — 2011. — № 6. — С. 27-31.
- Инглот М., Петрова М. А., Юдин А. В. Предисловие // Религиозное образование в России и Европе в XVIII веке. — СПб.: Русская христианская гуманитарная академия, 2012. — С. 1.
- Андреев Г., Юдин А. В. Предисловие // Жизнь с Богом. — М.: РГГУ, 2013. — С. 313—314. ISBN 978-5-94270-026-3
- Юдин А. В. Исторический очерк // Жизнь с Богом. — М.: РГГУ, 2013. — С. 39-160. ISBN 978-5-94270-026-3
- Шишкин А. Б., Юдин А. В. Человек: Андрей Белобородов (1886—1965) // Проект Россия. — 2016. — № 79. — С. 174—181.
- Юдин А. В. Тематика II Ватиканского собора и повестка Всеправославного собора в подготовительный период: параллели и различия // Государство, религия, Церковь в России и за рубежом. — 2016. — Т. 34. — № 1. — С. 165—181.
- Юдин А. В. Интегральная экология: локальные действия планетарного масштаба // Религия, конфессии, общество и государство: история и современность взаимоотношений. Сборник материалов межрегиональной научной конференции, посвящённой Международному дню толерантности. / Отв. ред. Н. М. Маркова. — М.: Аркаим, 2018. — С. 52-57.
- Юдин А. В. Священник Александр Дейбнер и его неизданный мемуар о деятельности Комиссии Pro Russia: проблемная личность и проблемный источник // Электронный научно-образовательный журнал «История». — 2018. — № 4 (68). — С. 7. doi:10.18254/S0002210-0-1